# Хиршбейн, Моше
Моше Хиршбейн (Мотель Гиршбейн; пол. Mojshe Hirschbein; 1894, Лодзь, Петроковская губерния — 1940, Лодзинское гетто, Вартеланд) — польский шахматист еврейского происхождения.
Входил в число сильнейших шахматистов Лодзи первой четверти XX века. В 1910—1920-х гг. участвовал в большом количестве местных турниров. Лучшего результата добился в 1921 г., когда победил в турнире четырех шахматистов.
В 1917 г. выиграл матч у С. Фактора.
В 1927 г. участвовал в чемпионате Польши. Широкую известность получила партия, которую у него выиграл победитель турнира А. К. Рубинштейн.
Погиб во время нацистской оккупации.

## Спортивные результаты
| Год         | Город | Соревнование                  | + | − | = | Результат | Место |
| ----------- | ----- | ----------------------------- | - | - | - | --------- | ----- |
| 1912        | Лодзь | Турнир лодзинских шахматистов |   |   |   |           | 7     |
| 1913        | Лодзь | Турнир лодзинских шахматистов |   |   |   |           | 4     |
| 1916 / 1917 | Лодзь | Турнир лодзинских шахматистов |   |   |   |           | 4     |
| 1917        | Лодзь | Матч с С. Фактором            | 4 | 2 | 2 | 6 : 4     |       |
| 1920 / 1921 | Лодзь | Турнир лодзинских шахматистов |   |   |   |           | 1     |
| 1925        | Лодзь | Турнир лодзинских шахматистов |   |   |   |           | 3     |
| 1927        | Лодзь | 2-й чемпионат Польши          | 2 | 8 | 4 | 4 из 14   | 14—15 |

## Изменения рейтинга
| Графики недоступны из-за технических проблем. См. информацию на Фабрикаторе и на mediawiki.org. |